# Maarten den Bakker

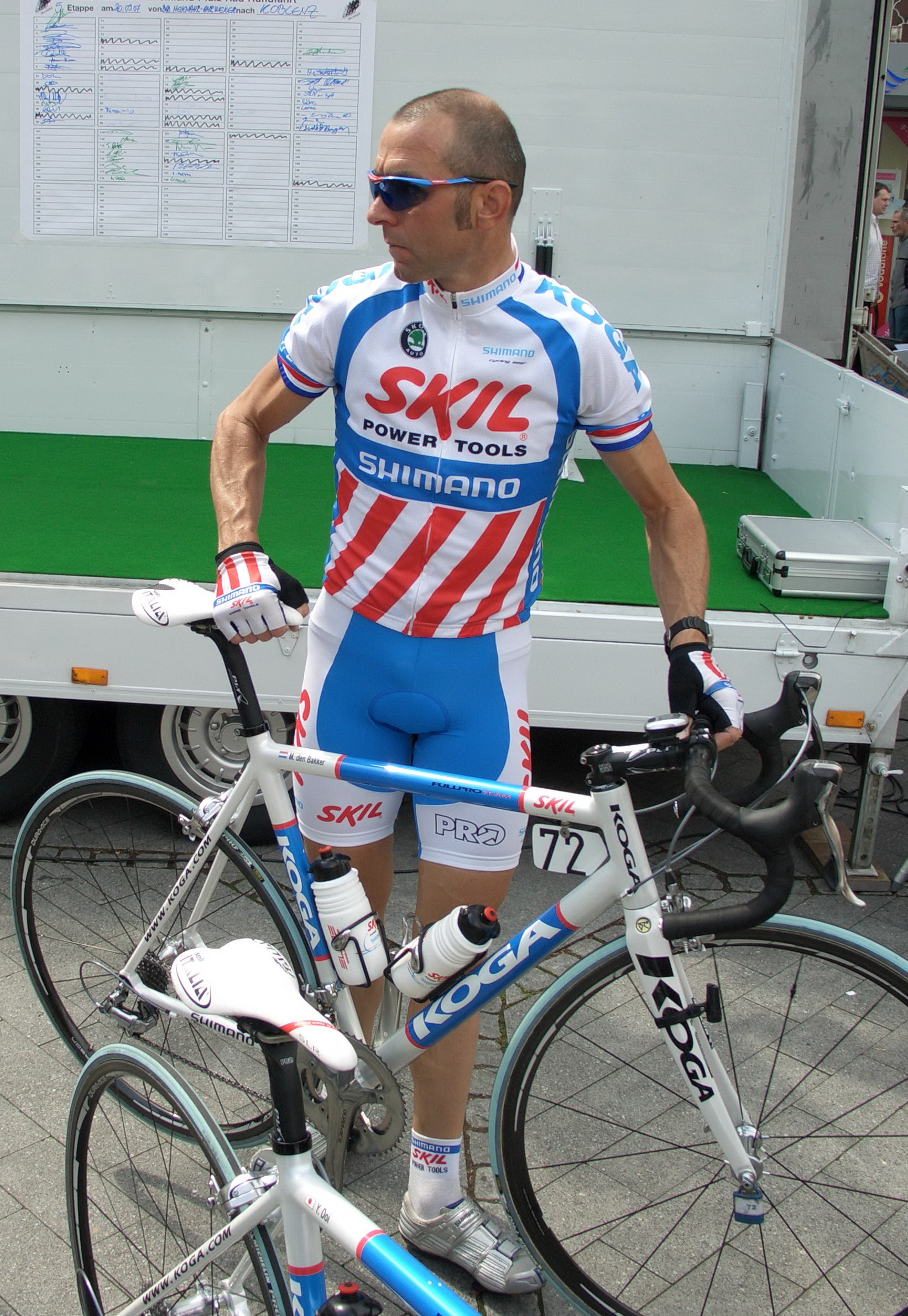
Maarten den Bakker (2007)

Maarten den Bakker (* 26. Januar 1969 in Abbenbroek) ist ein niederländischer Radrennfahrer.
Den Bakker begann seine Profikarriere 1990 bei PDM-Concorde, nachdem er im Jahr zuvor die Meisterschaft der Amateure im Straßenrennen gewonnen hatte. Von 1993 bis 1997 fuhr er bei TVM, bis er dann zu Rabobank kam. 1999 wurde den Bakker niederländischer Meister im Straßenrennen, im Zeitfahren erreichte er diesen Titel 2003. Er gewann bereits Etappen bei der Luxemburg-Rundfahrt, der Tour de l’Avenir, der Niederlande-Rundfahrt und zuletzt bei der Österreich-Rundfahrt 2005. Den Bakker nahm bereits neun Mal an der Tour de France teil und schaffte es jedes Mal bis nach Paris. In den Jahren 1998 und 1999 zeigte er sich sehr stark bei den hügeligen Frühjahrsklassikern. Er wurde Zweiter und Vierter beim Amstel Gold Race, ebenso beim Flèche Wallonne und erreichte einen dritten Rang bei Lüttich–Bastogne–Lüttich. Im September 2008 beendete er seine aktive Karriere als Profiradsportler.

## Erfolge
1993
- eine Etappe Luxemburg-Rundfahrt

1994
- Nationale Sluitingsprijs
- Ronde van Midden-Zeeland

1996
- eine Etappe Route du Sud
- Niederländischer Meister – Straßenrennen

1997
- eine Etappe Wien-Rabenstein-Gresten-Wien

1998
- eine Etappe Grand Prix Tell

1999
- Niederländischer Meister – Straßenrennen
- Profronde van Almelo
- eine Etappe Niederlande-Rundfahrt

2003
- eine Etappe Uniqa Classic
- Niederländischer Meister – Zeitfahren

2005
- eine Etappe Österreich-Rundfahrt

2007
- Noord Nederland Tour

2008
- eine Etappe Brixia Tour (Mannschaftszeitfahren)

## Teams
- 1990–1992 PDM-Concorde
- 1993–1997 TVM
- 1998–2005 Rabobank
- 2006 Team Milram
- 2007–2008 Skil-Shimano
- 2009 Van Vliet EBH Elshof (ab 01.06.)